# Antônio de Santa Úrsula Rodovalho
Antônio de Santa Úrsula Rodovalho, nascido Antônio de Melo Freitas, OFM (Taubaté, 1 de novembro de 1762 - Rio de Janeiro, 1817) foi um franciscano, censor régio, orador sacro e poeta brasileiro. O religioso foi guardião no convento de São Paulo e era irmão do padre inconfidente Carlos Correia de Toledo e Melo.